# Schloss Bückeburg

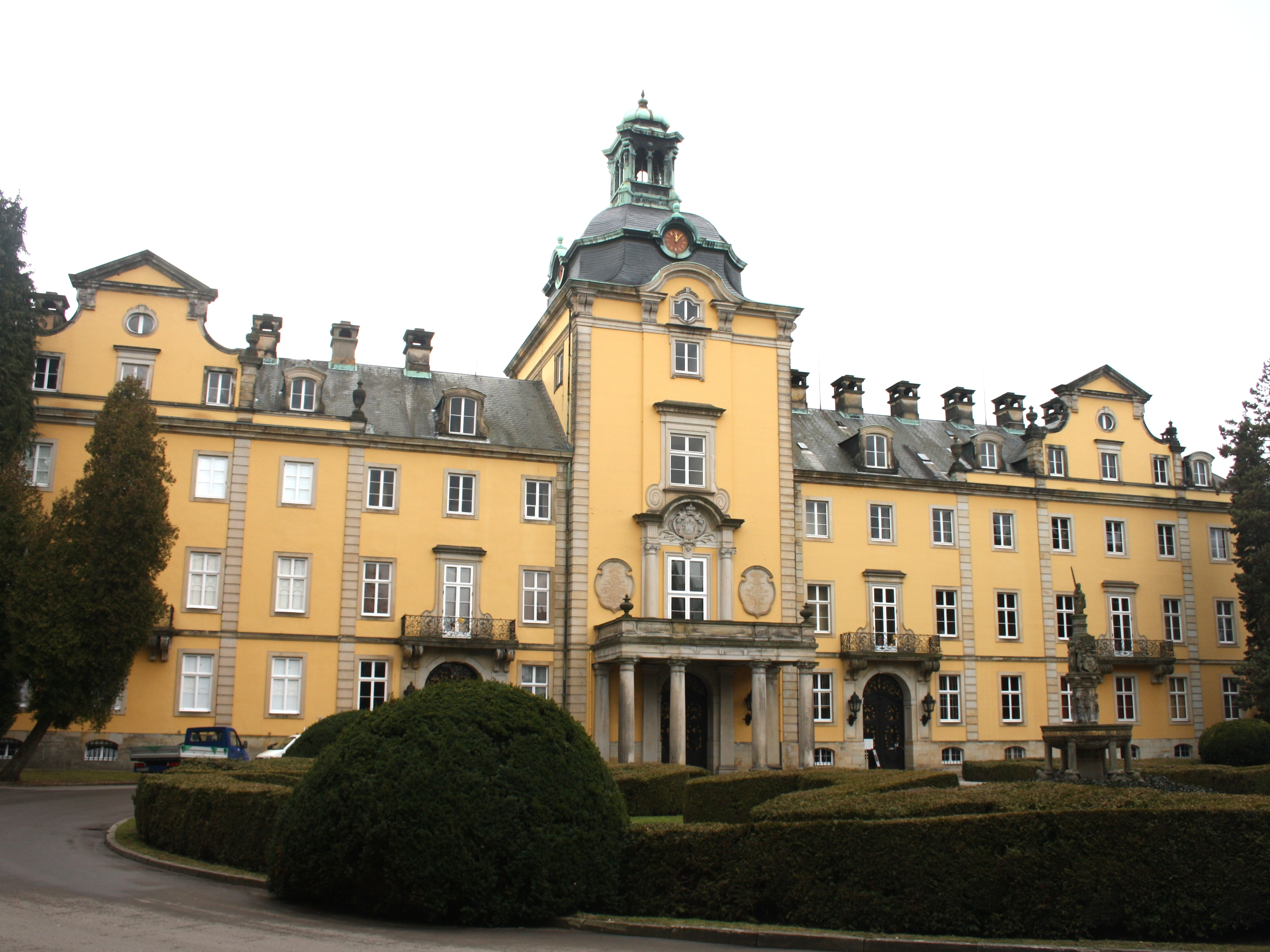
Frontansicht Schloss Bückeburg

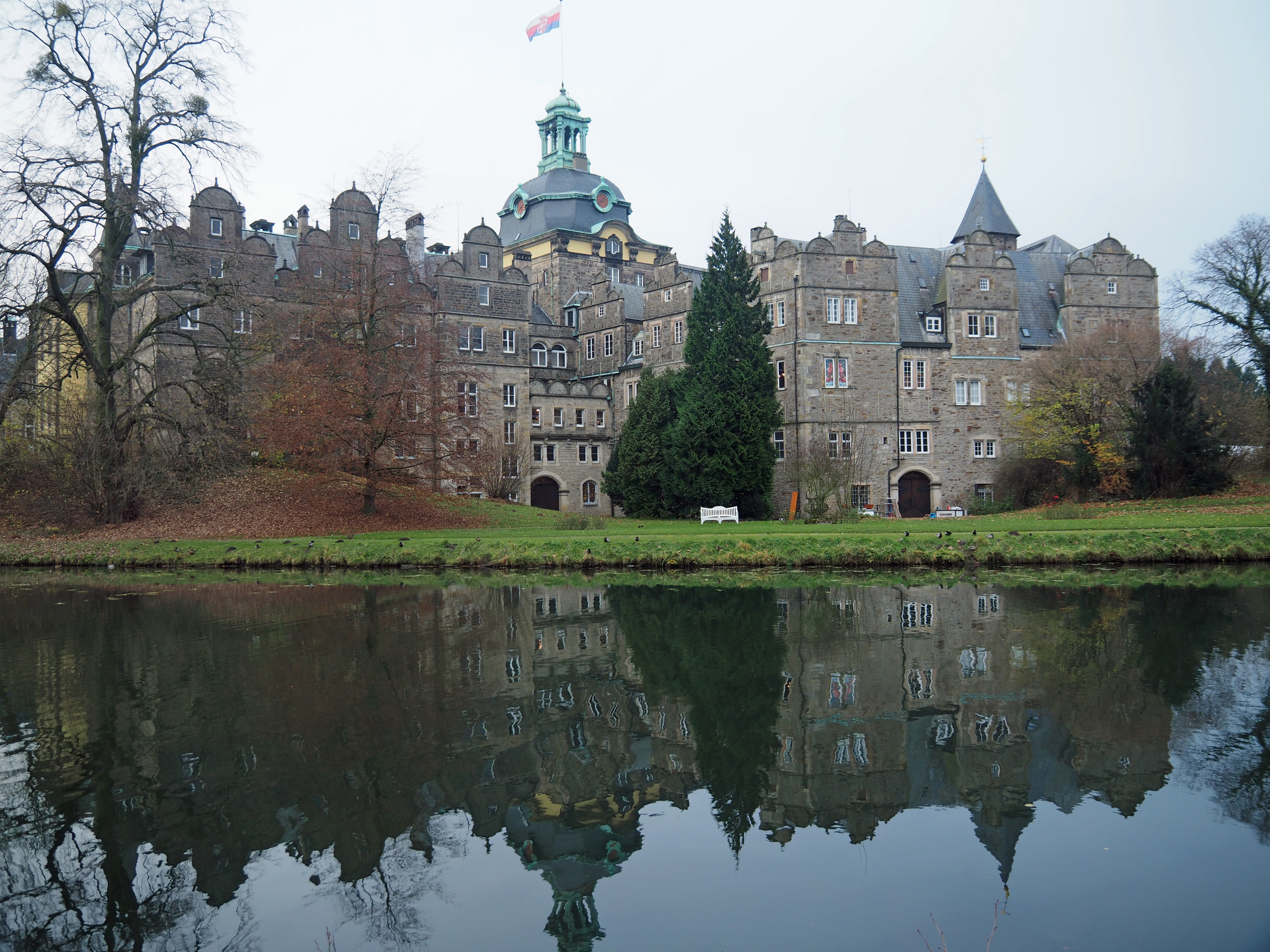
Rückseite (Westfront) Schloss Bückeburg

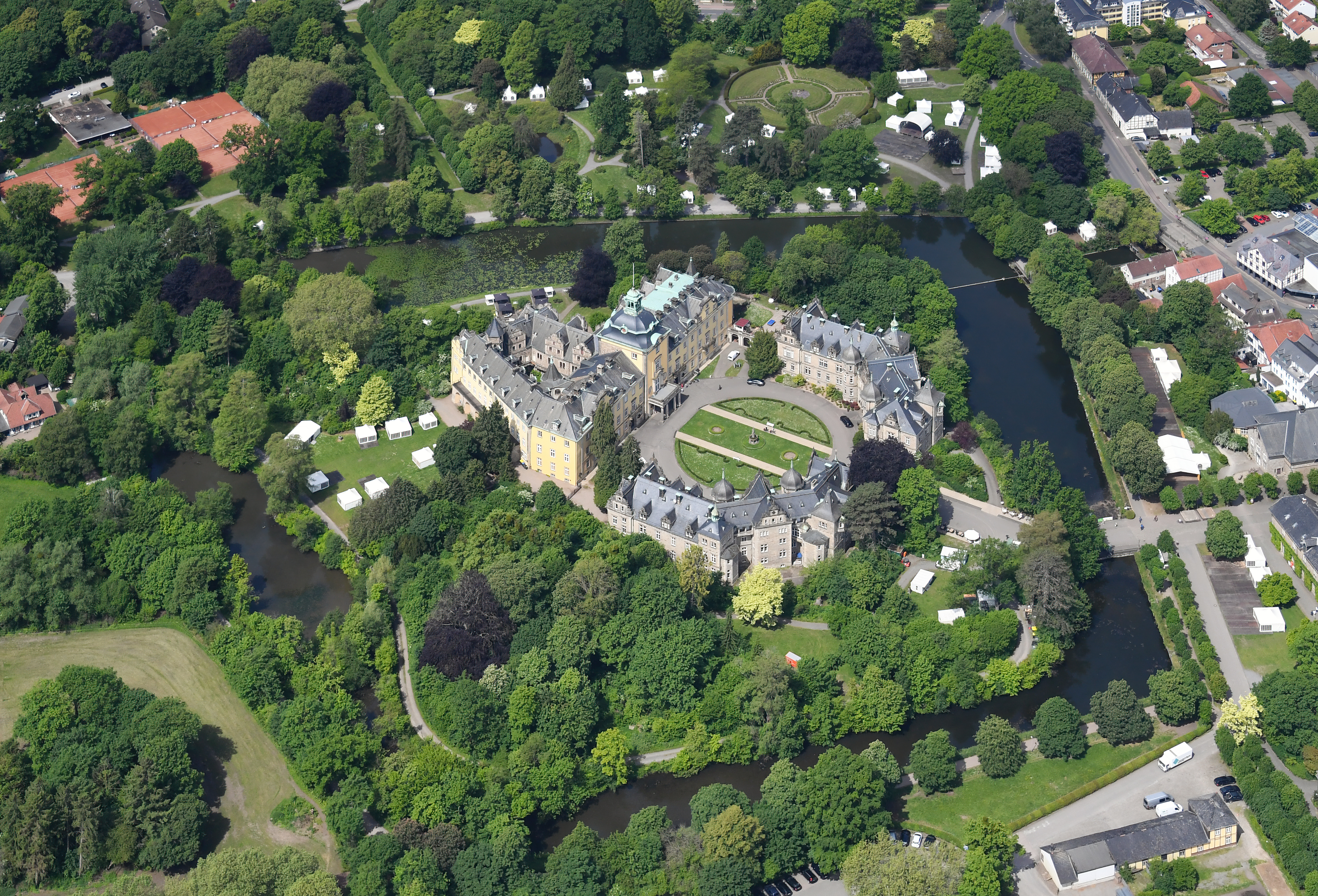
Schloss Bückeburg von Südosten aus der Luft gesehen

Schloss Bückeburg ist ein Schloss in der niedersächsischen Stadt Bückeburg. Es ist Stammsitz des Hauses Schaumburg-Lippe als das bis 1918 regierende Fürstenhaus des Fürstentums Schaumburg-Lippe.

## Geschichte

### Mittelalter und Neuzeit

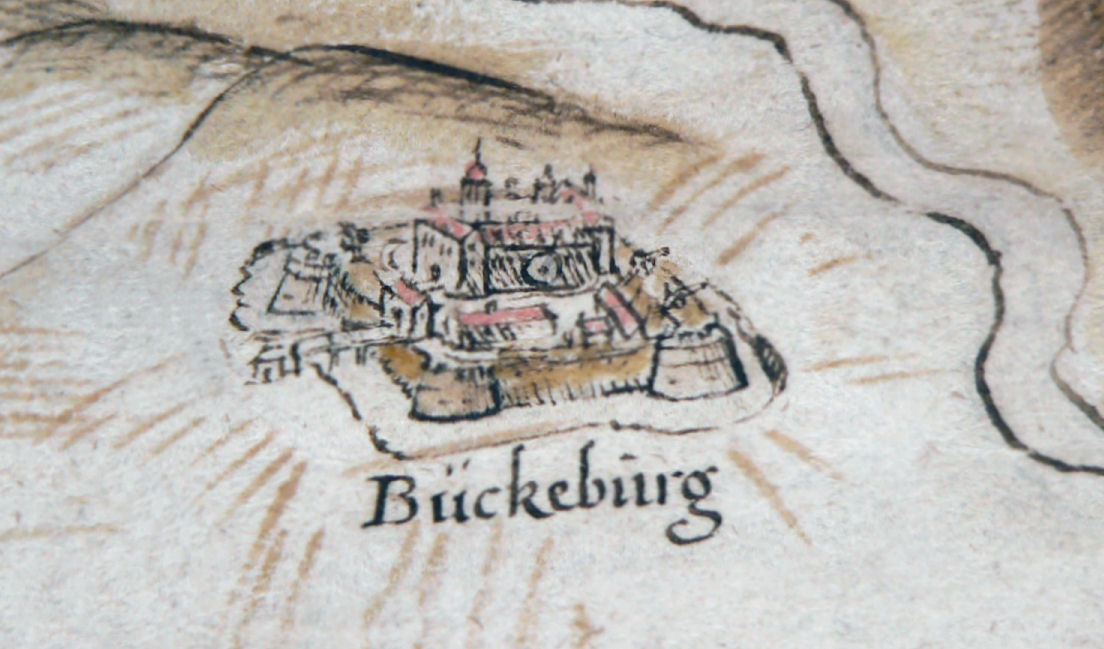
Darstellung der Bückeburg mit Weser im Zustand um 1520 von Johannes Krabbe

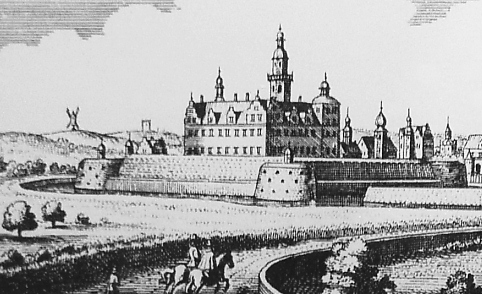
Schloss als Ausschnitt aus dem Merian-Stich von Bückeburg um 1654

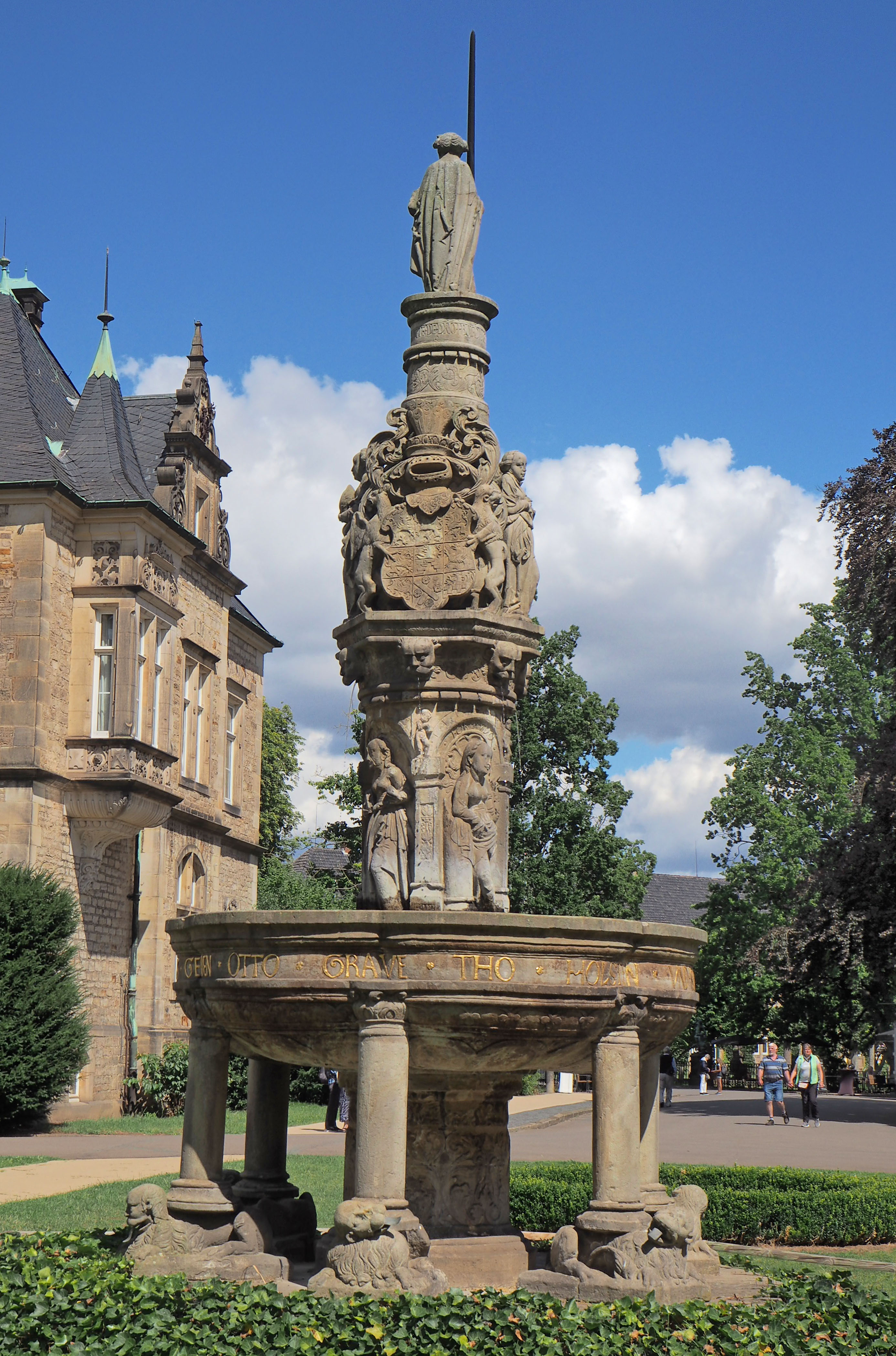
Tugendbrunnen von 1552

Die Gründung der Bückeburg als Vorläuferanlage des Schlosses lässt sich bis zum Jahre 1304 zurückverfolgen, als diese erstmals urkundlich erwähnt wurde. Anfang des 14. Jahrhunderts erbaute Graf Adolf VI. von Schauenburg und Holstein-Pinneberg die Wasserburg Bückeburg, um von hier aus auch den Machtanspruch der Schaumburger gegenüber den Bischöfen von Minden zu manifestieren. Die Benennung erfolgte nach der schon um 1181 verfallenen Alten Bückeburg im nahe gelegenen Obernkirchen, der Burg der Grafen des Bukkigaus. Anfänglich bestand die Befestigungsanlage nur aus einem Wehrturm und Wirtschaftsgebäuden, vor denen sich im Laufe der Zeit eine kleine Siedlung entwickelte.
1365 erhielt der kleine Ort bukkiborg die Fleckengerechtigkeit, und um 1396 berief Otto I. von Schaumburg einen Geistlichen an seine neu erbaute Kapelle. 1492 besaß die Burg nur 13 Zimmer, entwickelte sich bis 1527 aber unter Johann IV. zu einer befestigten Anlage mit Gräben, Wällen und Bastionen.
Ab 1560 ließ Otto IV. von Schaumburg in nur vier Jahren die ursprüngliche Wasserburg in eine repräsentative vierflügelige Schlossanlage im Stil der Weserrenaissance umgestalten. Dazu wurde teilweise Bausubstanz der alten Anlage in das neue Gebäude integriert. Als Baumeister zeichneten Heinrich Schrader und Jacob Kölling verantwortlich. Alle 4 Flügel wurden durch den sogenannten Trompetergang, eine hofseitig gelegene, offene Galerie miteinander verbunden.
Von Otto IV. stammt der Tugendbrunnen, der im Zentrum des Vorhofs von Schloss Bückeburg steht. Er entstand 1552 und stand ursprünglich im Schlosshof von Stadthagen. 1921 wurde er nach Bückeburg überführt und gehört seit dem zur Ausstattung des Schlosshofes. Die Brunnenschale wird von 6 Säulen gestützt. Die Mittelsäule zeigt neben den Kardinaltugenden die Wappen Ottos IV. und seiner ersten Gemahlin Maria von Pommern-Stettin. Gekrönt wird die Brunnensäule von der Allegorie der Justitia.

### Renaissance

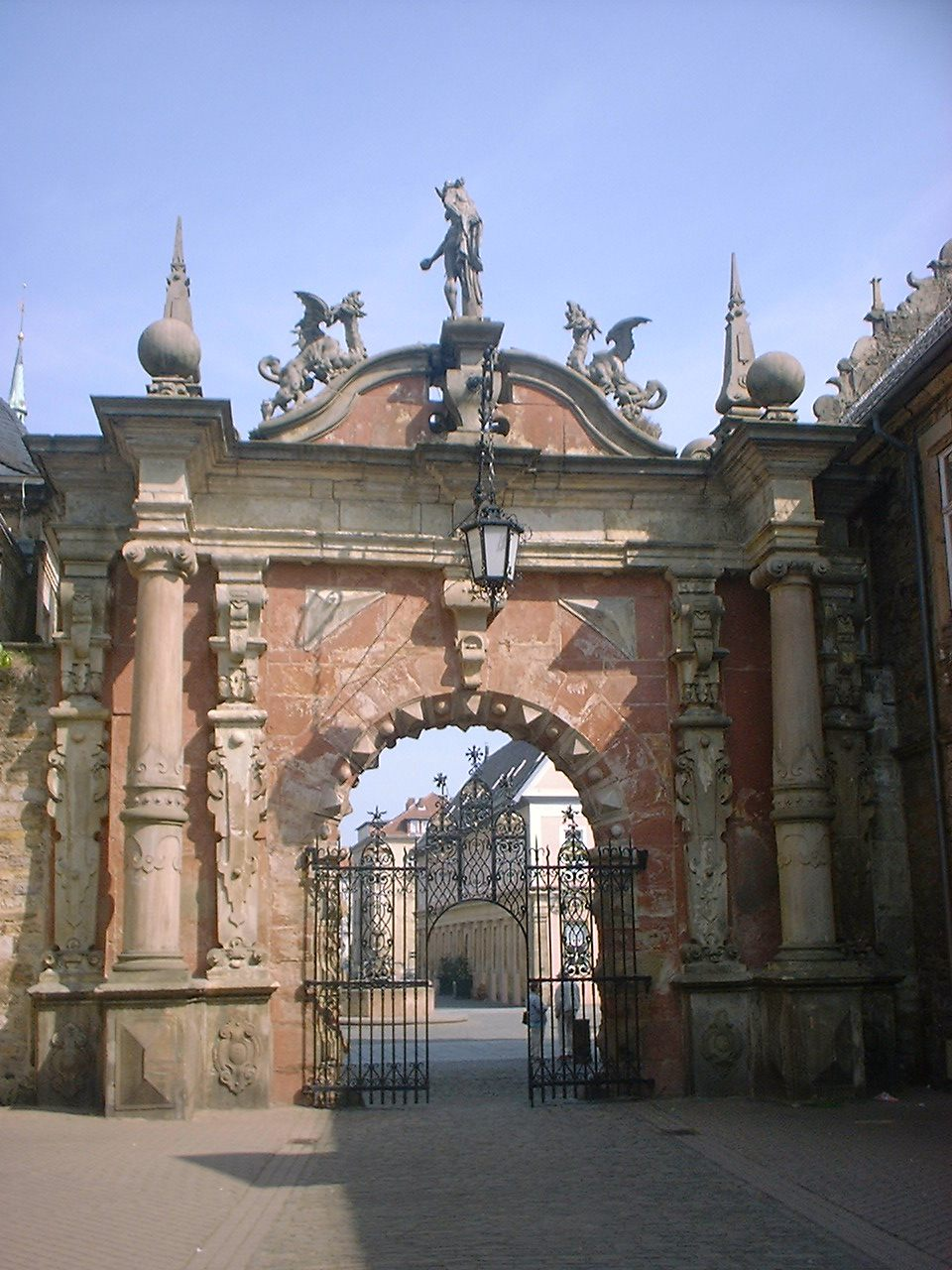
Schlossportal

Ottos Sohn Ernst von Holstein-Schaumburg, der von 1601 bis 1622 regierte und 1619 gefürstet wurde, machte Bückeburg 1607 zu seiner Residenz. Er verlieh ihr Stadtrechte, ließ neue Straßen anlegen, Befestigungswerke und Bauten errichten; darunter die Stadtkirche mit der frühbarocken Fassade von 1615. Am Marktplatz ließ er das äußere Schlossportal mit einem flankierenden Verwaltungsgebäude, die heute noch bestehende Fürstliche Hofkammer, und das Ballhaus erbauen. Den unter seinem Vater angelegten Garten verwandelte Ernst in einen typischen, recht repräsentativen Renaissancegarten. 1622 wurde als letztes der große Marstall gebaut. Die Schlosskapelle erhielt eine frühbarocke Holzdekoration und wurde komplett im manieristischen Stil ausgemalt. Die filigrane Holzdekoration der Schlosskapelle wurde von den beiden Hildesheimer Bildhauern Ebbert dem Jüngeren und Jonas Wulff angefertigt.
Als Zierde vor dem Schloss, gab Fürst Ernst 1620–1621 bei dem berühmten Bildhauer Adriaen de Vries in Prag zwei Skulpturen in Auftrag, Venus und Adonis und Der Raub der Sabinerin. Die Originale befinden sich heute in der Skulpturensammlung in Berlin, Abgüsse sind auf der Bückeburger Schlossbrücke aufgestellt. Bereits 1615 hatte Ernst bei de Vries das große bronzene Taufbecken für die Bückeburger Stadtkirche und 1617–1621 das Auferstehungsmonument für das Fürstliche Mausoleum in Stadthagen in Auftrag gegeben. Beide befinden sich noch an Ort und Stelle.
Einen Tag nach dem Tode Ernsts standen fremde Söldner in der Stadt und das Unheil des Dreißigjährigen Krieges wütete, weswegen es erst ab 1695 erneut zu Bautätigkeiten kam. Nachdem 1640 mit Otto V. die Grafen zu Holstein-Schaumburg in männlicher Linie ausgestorben waren, kamen das Schloss und Teile der Grafschaft Schaumburg an Graf Philipp, welcher die Linie Schaumburg-Lippe begründete. Dieser ließ die Wände der Schlosskapelle seines reformierten Glaubens wegen komplett weiß übertünchen, weswegen die kunsthistorisch höchst bedeutsamen Freskenmalereien für Jahrhunderte unter dem Anstrich verschwanden.

### Barock

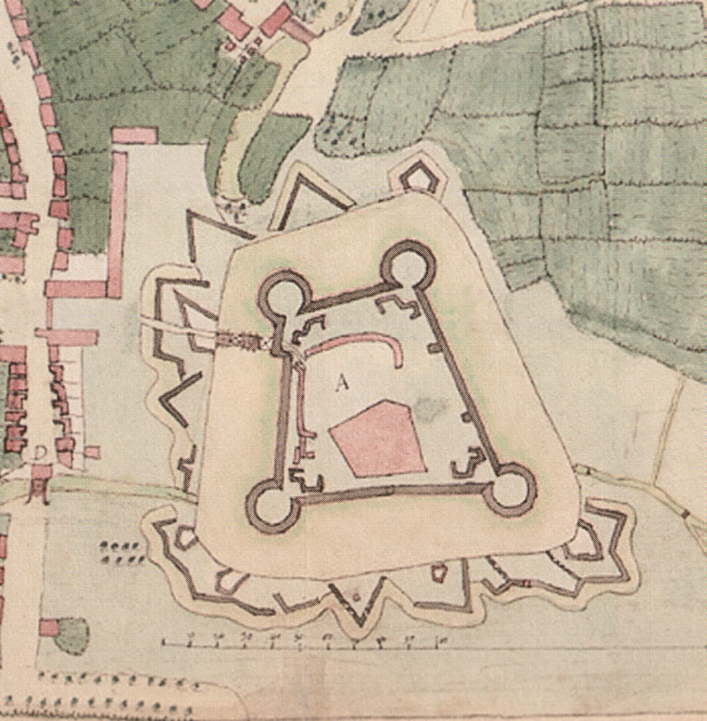
Lageplan des Schlosses als Wasserburg mit runden bastionen und Schanzen am Schlossgraben, 1771

Von 1728 bis 1748 regierte Albrecht Wolfgang zu Schaumburg-Lippe in Schaumburg. Während dieser Zeit fanden mehrere Besuche Voltaires in Bückeburg statt, der hier die erste Inspiration zu seinem berühmten Roman Candide erhielt (das Schloss des Barons Thunder-ten-tronckh in Westfalen). 1732 brannten in wenigen Stunden der Nord- und Südflügel des Hauptgebäudes aus, wurden aber innerhalb eines Jahres unter Einziehung einer Brandsteuer wieder aufgebaut. Gleichzeitig wurde mit den Trümmerteilen der innere Schlossgraben verfüllt und so der geringe Platz innerhalb des Walles vergrößert.
Albrecht-Wolfgang schwebte zwar ein großzügigerer Aufbau mit einem weiteren Flügelanbau vor, die Einnahmen der Steuer gestatteten aber nur den Wiederaufbau des zerstörten Ost- und Südflügels. Der neue Stil, jetzt Barock, prägt bis heute das äußere Erscheinungsbild des Schlosses. Der Graf ließ auch einen Barockgarten anstelle des Renaissancegartens anlegen, doch die Gartenpracht blieb nur bis 1748 erhalten.
Von 1748 bis 1777 regierte Wilhelm zu Schaumburg-Lippe, der als Militärstratege auch den Schlossgarten seines Vaters mit Wallanlagen und Gräben versehen ließ, nachdem die Gartenskulpturen zuvor in den Garten des Schlosses Baum verbracht wurden. Unter seinem Nachfolger Philipp Ernst (1777–1787) wurde der Schlossgarten aber wieder in einen Park mit angeschlossener großer Obstbaumschule verwandelt. Seine Frau Juliane (1787–1799) ließ einen Teil des Gartens in einen englischen Landschaftsgarten verwandeln. 1820 und 1898 wurden im Süden des Schlosses in den sogenannten Hofwiesen, große Teiche angelegt, in denen bis in die 1990er Jahre Karpfen gehalten wurden. Diese Teiche sind heute ein wertvolles Biotop für Amphibien und Wasservögel.

### Historismus

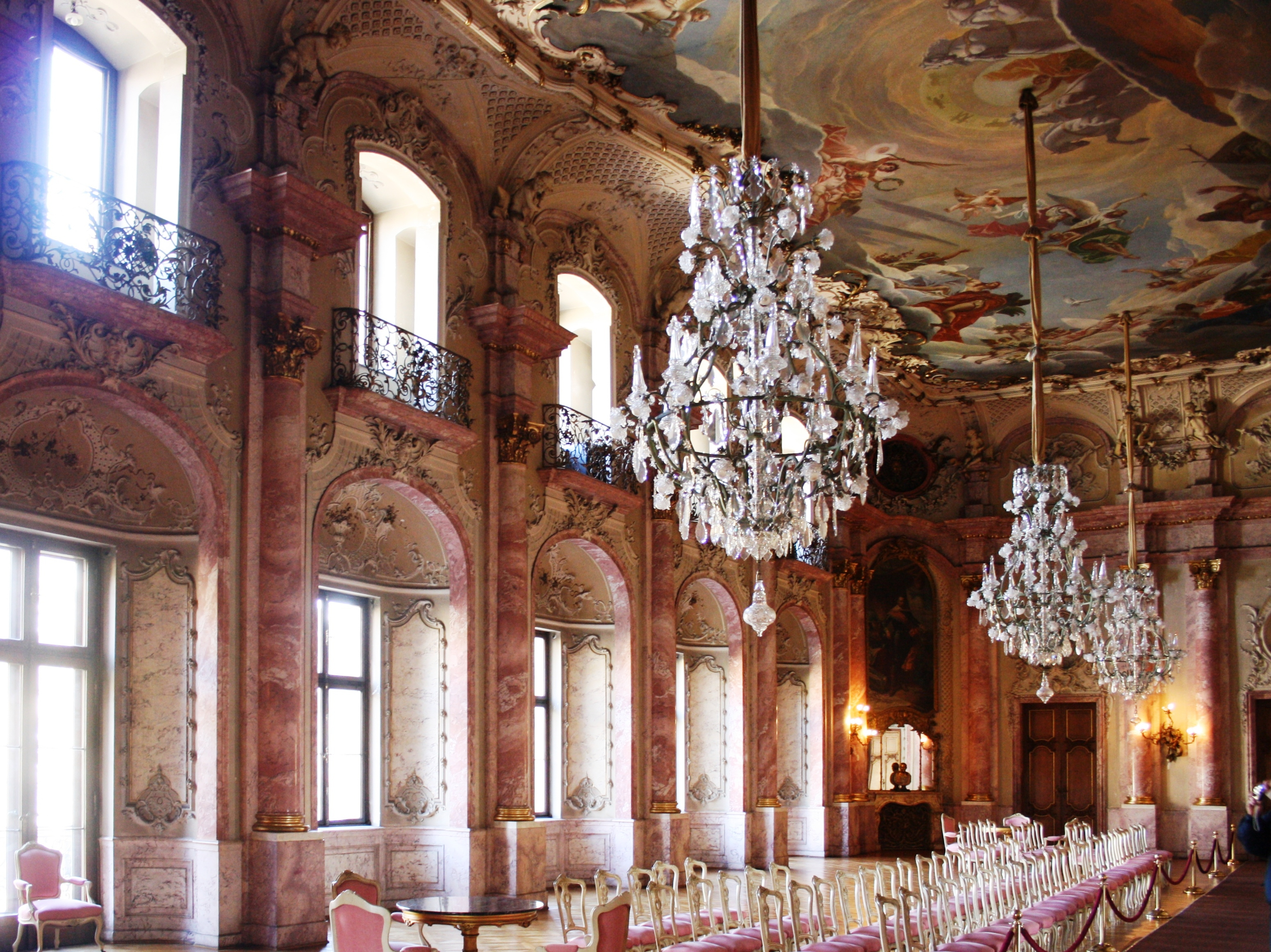
Festsaal

Erst ab 1860 unter Fürst Adolf Georg (1860–1893) wurden die Schlossräume renoviert; darunter der Goldene Saal – ehemals das Weiße Gemach –, der in der Zeit von 1863 bis 1867 unter anderem mit den bis heute erhaltenen roten Seidentapeten ausgestattet wurde. Auch die Schlosskapelle wurde von 1879 bis 1886 durchgreifend restauriert. Beim Einbau der großen Orgel musste die Kanzelwand, welche bis dahin unmittelbar an der Rückwand befestigt war, fast drei Meter in den Raum versetzt werden. Auch wurden die 1648 übertünchten Freskenmalereien wieder vollständig freigelegt und man erhält heute einen tiefen Einblick in die Formensprache des Manierismus.
Große Veränderungen erfolgten unter Fürst Georg (1893–1911) ab 1893 bis 1896, als der Turm einen neuen Flügelanbau erhielt. Dieser Anbau entspricht den Plänen, welche Albrecht Wolfgang schon 1732 hatte, nämlich den Turm mittels eines Anbaues in die Mitte des Schlosses zu rücken. Den Hauptteil des Anbaus nimmt der Große Festsaal ein (9 Meter hoch, 12 Meter breit und fast 24 Meter lang.) Im Tiefgeschoss wurde mit neuester Technik eine moderne Großküche eingebaut, welche 250 Personen versorgen konnte. Gleichzeitig wurden die noch unter Otto IV. errichteten Kanzleigebäude und die alte Küche abgerissen. Der Schlossvorhof erhielt mit zwei halbkreisförmigen Kavaliershäusern eine fast geschlossene Bebauung mit einer dazugehörigen formalen Gartenanlage.
1911 bis 1915 ließ Fürst Adolf (1911–1918) am Rande des Schlossparks ein Mausoleum als Begräbnisstätte des Fürstenhauses errichten. Architekt war der Berliner Professor Paul Otto August Baumgarten. In 25 Meter Höhe befindet sich die größte Goldmosaikkuppel Europas mit einer Fläche von 500 m². Dieses gewaltige Gebäude mit seiner eigenen Parkanlage ist immer noch die Grablege der fürstlichen Familie.

## Heutige Nutzung

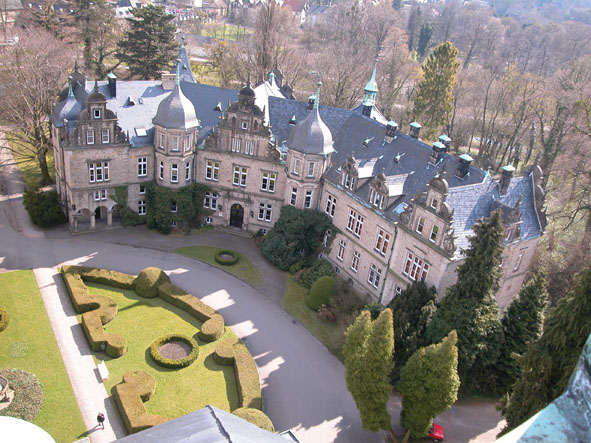
Der Gebäudeflügel mit dem Staatsarchiv Bückeburg

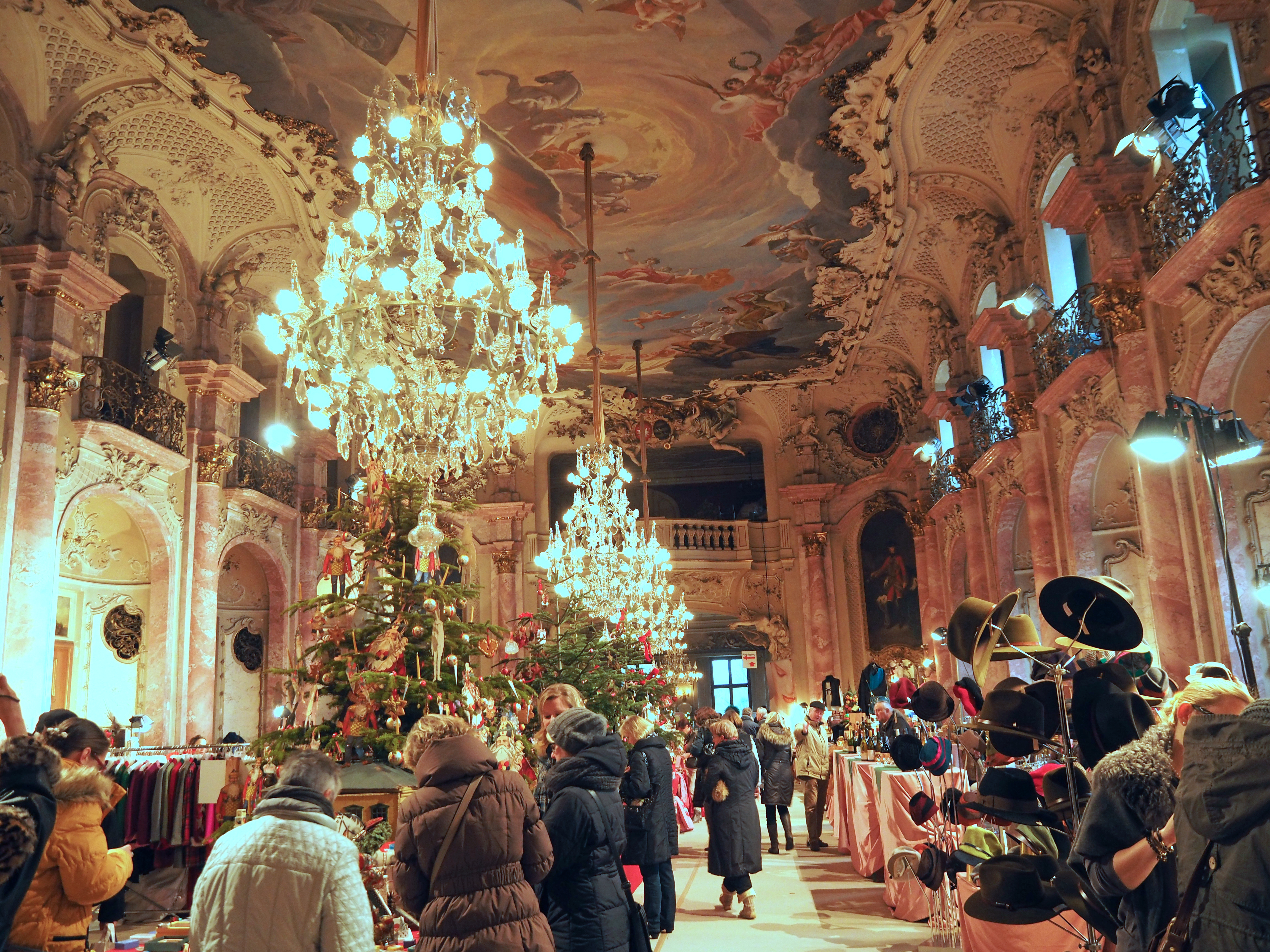
Weihnachtsmarkt im Großen Festsaal des Schlosses (2014)

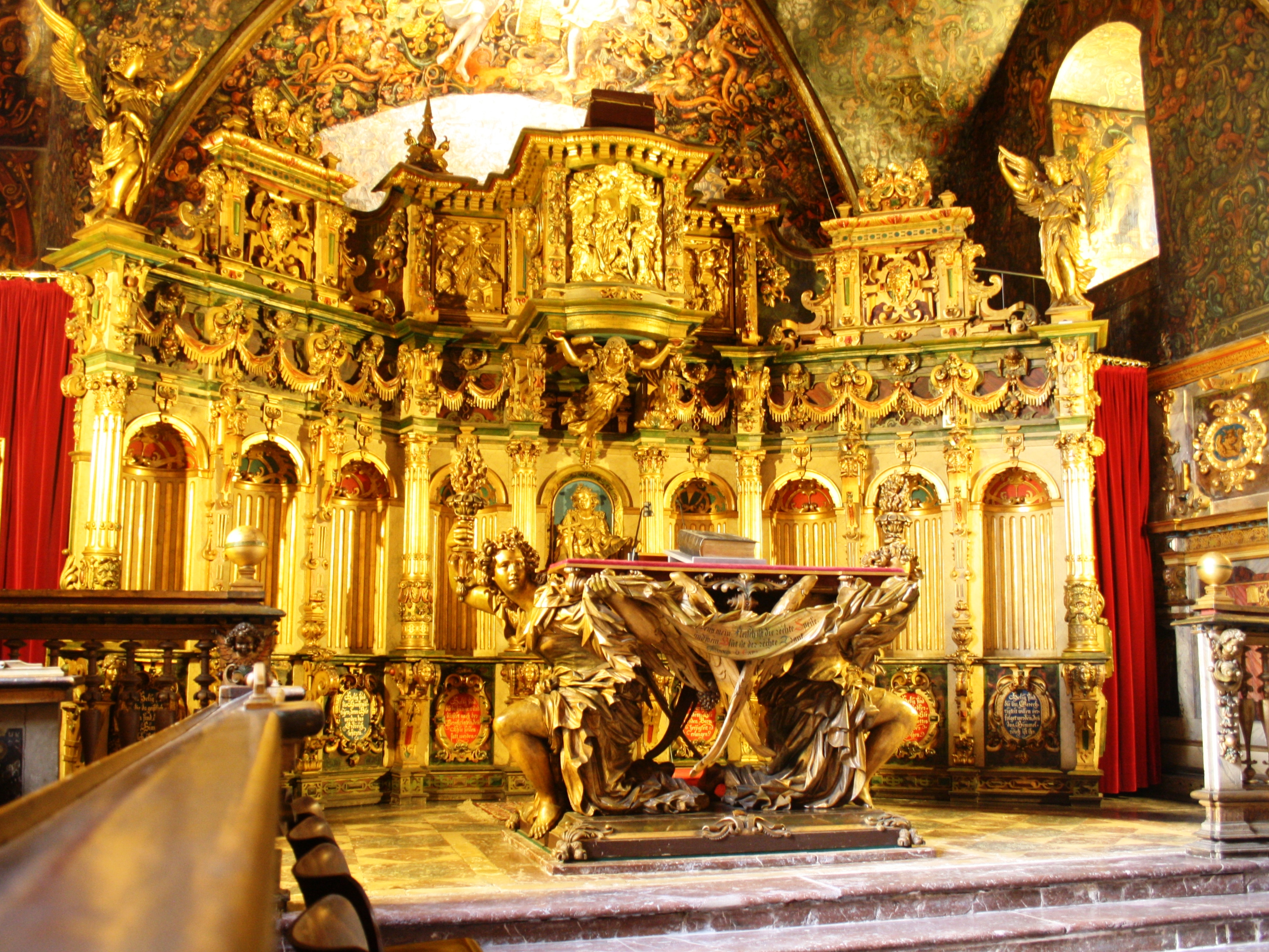
Die Bückeburger Schlosskapelle

Das Schloss Bückeburg wird seit seiner Erbauung durchgehend bewohnt; ursprünglich von den Grafen zu Holstein-Schaumburg und ab 1640 von den Mitgliedern der gräflichen, später fürstlichen Familie zu Schaumburg-Lippe. Heute lebt Alexander Prinz zu Schaumburg-Lippe im Schloss.
Seit 1922 sind einzelne Räume zu besichtigen, darunter die Schlosskapelle, der Goldene Saal und der große Festsaal. Im April 1945 am Ende des Zweiten Weltkriegs wurden das Schloss und Gebäude in der Stadt von der britischen Rheinarmee besetzt. Die meisten Kunstschätze wurde in das Mausoleum im Park ausgelagert und nach Abzug der Briten 1951 wieder in die nunmehr geräumten Gebäude zurückgebracht. Der Führungsbetrieb wurde nach Beseitigung der Besatzungsschäden ab 1954 wieder aufgenommen.
Seit Mai 2004 ist im Marstall die Fürstliche Hofreitschule Bückeburg beheimatet, in der die Reitkunst der europäischen Epochen des 11. bis 17. Jahrhunderts gezeigt und gepflegt wird. Schloss Bückeburg ist außerdem Veranstaltungsort für verschiedenste Feste und Ausstellungen, zum Beispiel die alljährlich im Frühsommer stattfindende „Landpartie“, den „Weihnachtszauber“, der an den ersten beiden Adventswochenenden jeden Jahres innerhalb des Schlosses und in der Umgebung stattfindet und den nach eigenen Angaben rund 70.000 Menschen jedes Jahr besuchen, sowie den Mittelaltermarkt „Mittelalterlich Phantasie Spectaculum“ im Juli. Großes Interesse beim Publikum finden auch Oldtimer-Rallyes, in die das Schloss als Station einbezogen wird. Seit einiger Zeit sind standesamtliche Trauungen im barocken Musiksaal möglich, auch die Schlosskapelle kann jetzt von Hochzeitspaaren verschiedener christlicher Konfessionen genutzt werden. Der Festsaal und andere Räume können für private Veranstaltungen angemietet werden.
2011 wurde das fertiggestellte 1:60-Präzisionsmodell des Schlosses in der Marmorhalle installiert. In den Räumen der historischen Küche war das Café-Restaurant „Alte Schlossküche“ beheimatet, das einen authentischen Einblick in die ehemalige herrschaftliche Großküche ermöglichte. Sie wurde während der COVID-19-Pandemie geschlossen und 2022 als Bistro  wieder eröffnet.
Im Ostflügel der Schlossanlage befindet sich das Niedersächsische Landesarchiv Bückeburg.
Der frei zugängliche Schlosspark hat eine Größe von über 80 Hektar und umgibt das Schloss von allen Seiten. Man findet einige weltweit seltene Baumarten, wie Süntel-Buchen, Sumpfzypressen oder einen fast 25 Meter hohen Mammutbaum hinter dem Mausoleum.
Jeweils im Herbst werden im Bückeburger Schloss die Meisterkurse der Internationalen Musikakademie für Solisten ausgetragen.

## Nachbau
In der Stadt Obihiro auf der Insel Hokkaidō in Japan existiert ein originalgetreuer Nachbau des Schlosses Bückeburg, der 1989 von einem japanischen Investor in Auftrag gegeben wurde. Er ist Bestandteil des Freizeitparks „Glücks-Königreich“, welcher allerdings bereits geschlossen wurde. Die Anlage orientiert sich thematisch an den Märchen der Brüder Grimm und beinhaltet neben dem Schloss Bückeburg auch noch zahlreiche andere deutsche Sehenswürdigkeiten, wie etwa eine Kopie der Bremer Stadtmusikanten oder des Denkmals der Brüder Grimm in Hanau.
Zur Eröffnung des Nachbaus am 1. Juli 1989 waren neben Japans damaligen Prinzen Tomohito unter anderem Philipp Ernst zu Schaumburg-Lippe sowie Bückeburgs damaliger Bürgermeister Helmut Preul und die Schaumburger Märchensänger angereist.